# Gamma Centauri
Gamma Centauri (γ Cen, γ Centauri) este o stea situată în partea de sud a constelației Centaurului. Mai este cunoscută și sub numele propriu de Muhlifain,  (a nu fi confundată cu Muliphein, care este Gamma Canis Majoris) ce are o origine arabică.
Gamma Centauri este o stea dublă localizată la 130 ± 1 ani-lumină de Pământ. Magnitudinea vizuală aparentă combinată este de +2,17.  Clasa spectrală a stelelor este A1IV+,  dând sugestia că stelele sunt subgigante de tipul A, și că mai au puțin timp până să devină stele gigante. Individual, clasificarea stelară poate varia și poate fi recunoscută ca A0III, ceea ce înseamnă că steaua deja a devenit gigantă. 
În 2000, cele două stele au avut o separație unghiulară de 1,217 arcsecunde, cu un unghi de poziție de 351,9°. Poziția acestora a fost observată încă din 1897, de când au putut fi calculate perioada orbitală (84,5 ani) și axa semi-majoră (0,93 arcsecunde).  Steaua Tau Centauri este relativ ascunsă după Gamma Centauri, cu o separație estimată la  1,72 a-l.